# Seznam estonskih slikarjev
Seznam estonskih slikarjev.

## A
- Adamson-Eric (Erich Adamson, 1902-1968)
- Peet Aren (1889-1970)
- Jüri Arrak (1936-2022)

## K
- Oskar Kallis (1892-1918)
- Johann Köler (1826-1899)
- Mark Kostabi (Kalev Mark Kostabi, 1960)
- Lucie Kučera-Buhmeister (estonsko-hrvaška)

## J
- Eduard Magnus Jakobson (1847–1903) (graver)

## L
- Ants Laikmaa (1866-1943)

## M
- Konrad Mägi (1878-1925)
- Lydia Mei (1896-1965)
- Natalie Mei (1900-1975)

## N
- Carl Timoleon von Neff (1804-1877)

## O
- Evald Okas (1915-2011)
- Eduard Ole (1898-1995)

## P
- Tiit Pääsuke (1941)
- Enn Põldroos (1933)
- Kaljo Põllu (1934-2010)

## S
- Michel Sittow (1469-1525)

## T
- Nikolai Triik (1884-1940)

## W
- Aleksander Warma (1890-1970)